# Altes Rathaus (Celle)

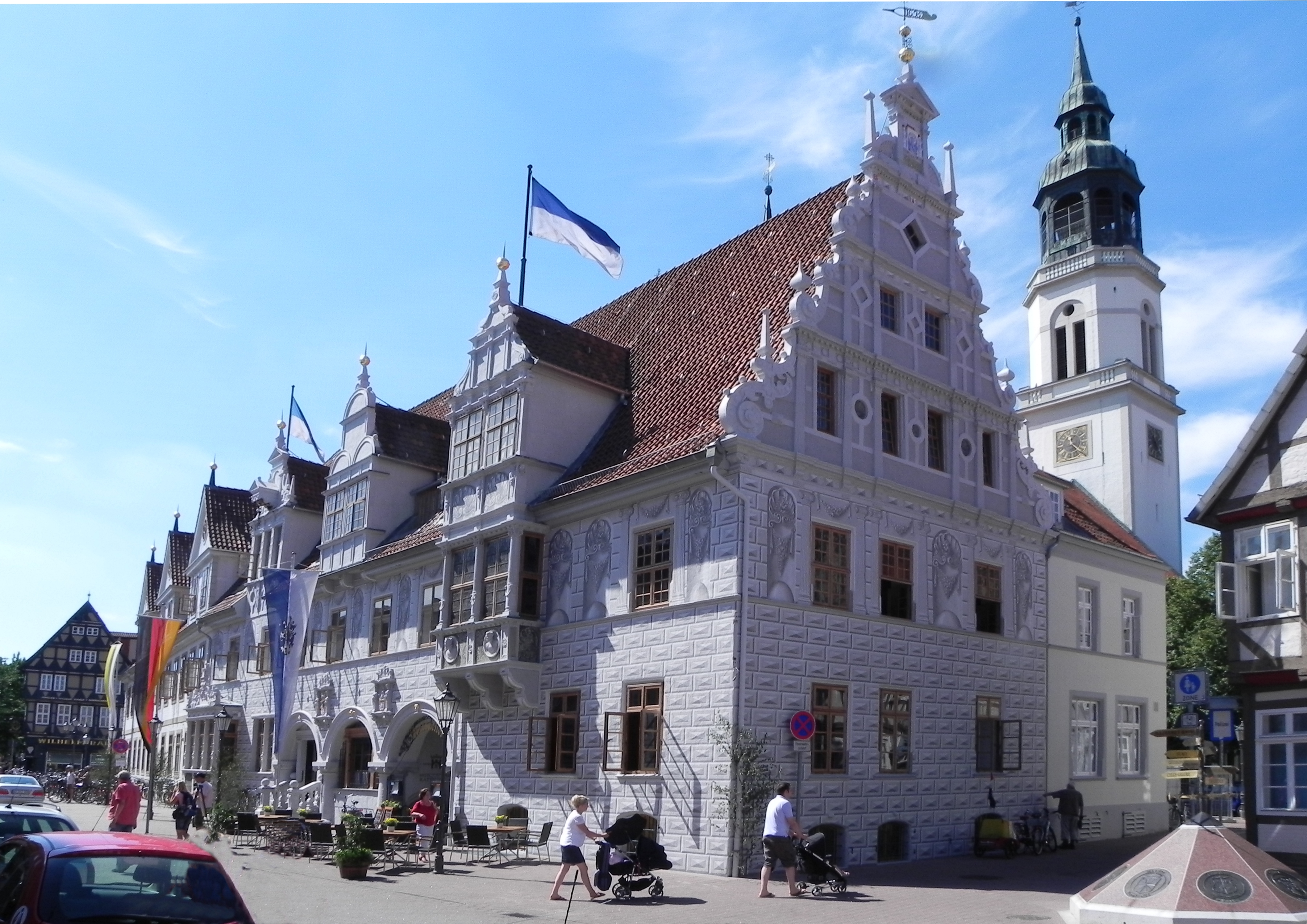
Nordgiebel im Weserrenaissancestil und mit Illusionsmalerei

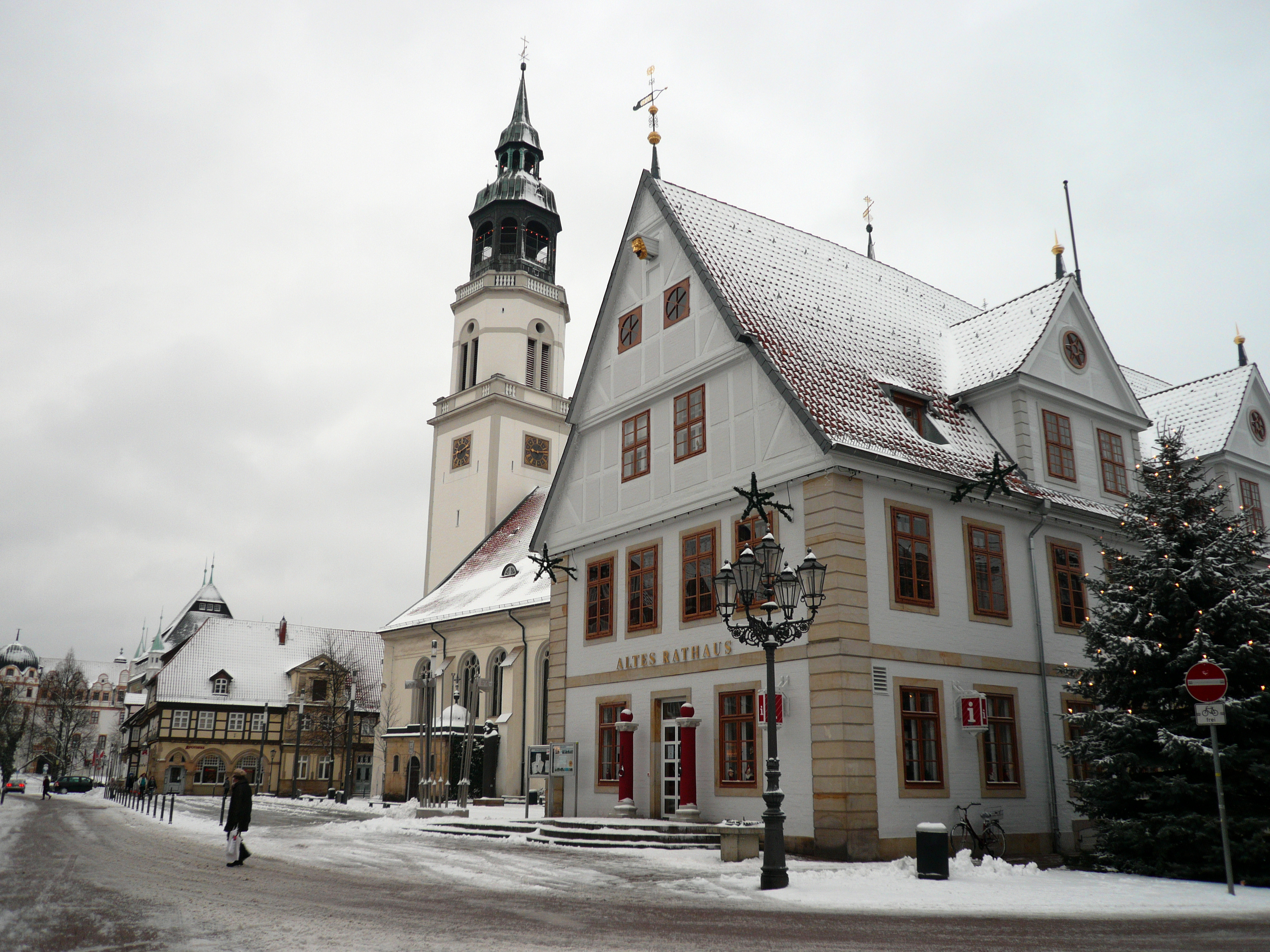
Südgiebel mit Pranger

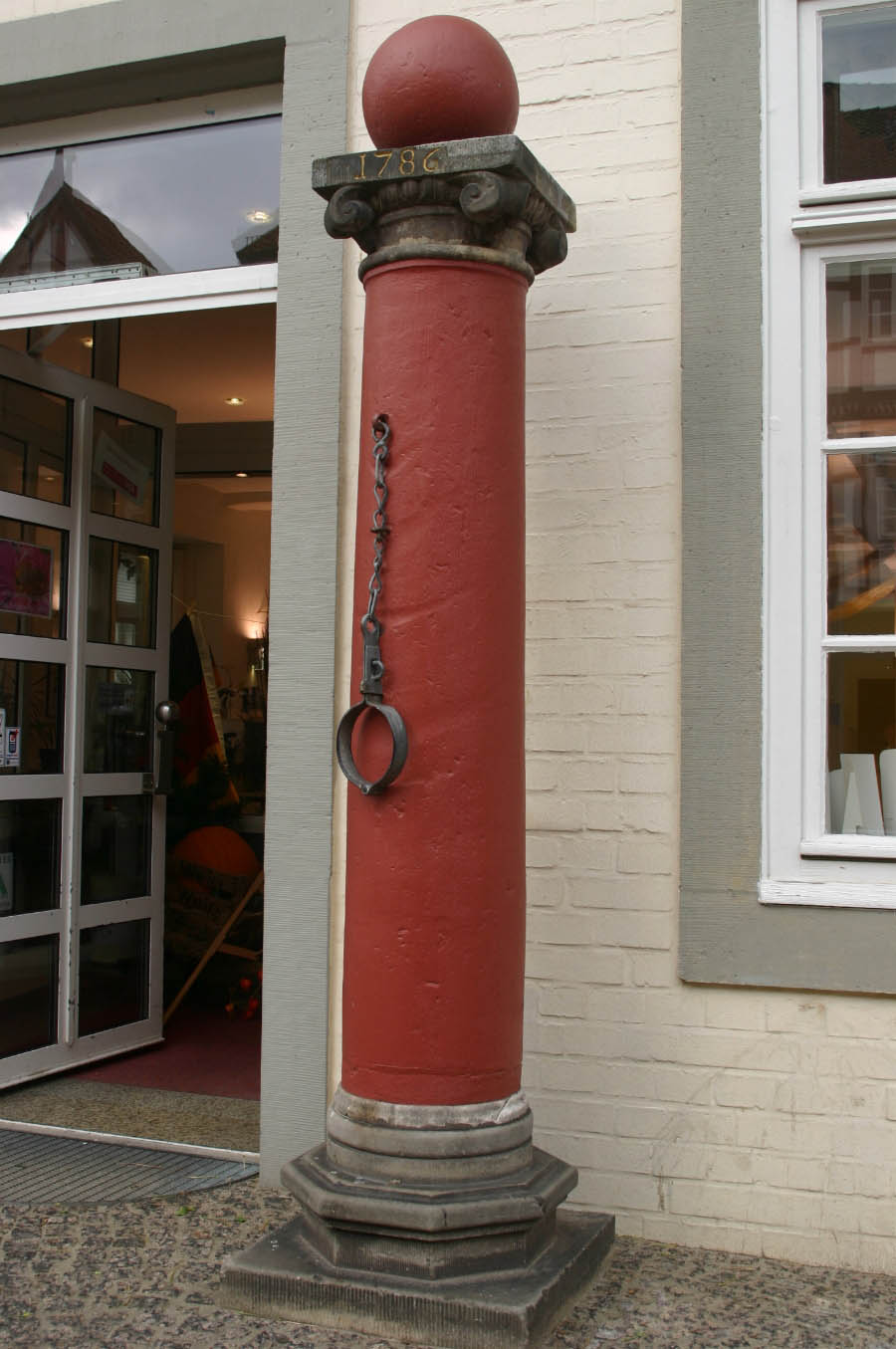
Prangersäule

Das Alte Rathaus ist ein denkmalgeschütztes Gebäude in der Stadt Celle in Niedersachsen und war bis 1999 Sitz der Stadtverwaltung.

## Die Bauperioden
Der Nordteil des Rathauses stammt aus der Zeit der Stadtgründung im Jahr 1292. Gotische Gewölbe in diesem Bereich des Rathauses und im Ratskeller weisen darauf hin.
Der Nordgiebel im Stil der Weserrenaissance entstand 1579. Aus derselben Zeit stammen die Wappen Herzogs Wilhelm der Jüngere und seiner Frau Dorothea von Dänemark über dem Eingangsportal am Markt. Die zwei Figuren am zweigeschossigen Erker zeigen vermutlich den Kaiser und seine Gemahlin. Ein kleines Porträt des Baumeisters Jacob Rieß ist am linken Eingangspfeiler zu sehen.
Um 1580 wurden drei Bürgerhäuser abgerissen und das Rathaus erweitert. Es entstand zunächst ein Anbau in Fachwerkbauweise, welcher 1785 in Massivbauweise erneuert wurde. In diesem Anbau befanden sich im Erd- und im Obergeschoss Säle, die als Markt-, Gerichts- und Festräume dienten. Für diesen Teil des Rathauses war im Celler Volksmund der Name Hochzeitshaus gebräuchlich, weil hier auch größere Familienfeiern der Bürger ausgerichtet werden konnten.
Eine vorerst letzte bauliche Erweiterung des Rathauses erfolgte 1938 durch einen etwa 5 Meter langen Südanbau in stilangepassten Formen.

## Die Fassadenmalereien
Bei Restaurierungsarbeiten im Jahre 1985 wurden 13 Farbschichten entdeckt, die im Laufe der Jahrhunderte aufgetragen wurden. Darunter Kalk-, Ölfarben- und Kunstfarbenanstriche in grauer, gelber und ockergelber Farbe. Herausragend war eine Schicht aus Illusionsmalerei aus dem 17. Jahrhundert, die einmalig in Niedersachsen ist und noch im selben Jahr am Nordteil des Rathauses wiederhergestellt wurde. Nachdem 2002 größere Schäden auftraten, wurde die Fassade von 2006 bis 2009 mit einem Kostenaufwand von 1,98 Millionen Euro saniert und restauriert.

## Das Innere
Die Vermietung der Säle endete 1858. Sie wurden danach in Arbeits- und Büroräume umgebaut. Der Saal im Erdgeschoss diente als Weinhandlung und Restaurant und wurde ab 1921 als Stadtkasse genutzt.
Die Künstler Werner Hantelmann und Georg Herting gestalteten im 20. Jahrhundert das Innere des Rathauses neu: Das Rathaus wurde 1938 bis 1940 innen renoviert und erhielt dabei sein heutiges Erscheinungsbild. In der neu entstandenen Wandelhalle in der ersten Etage befinden sich vier barocke Holzfiguren, die die Tugenden Mäßigkeit, Gerechtigkeit, Stärke und Klugheit darstellen und aus dem Krongut Bornstedt stammen.
Nachdem 1999 das Neue Rathaus eröffnet wurde und verschiedene städtische Ämter auszogen, wurde das Alte Rathaus für neue Nutzungen entsprechend umgestaltet. Heute befinden sich hier die Touristinformation, die Verwaltung des Schlosstheaters und die Niedersächsische Akademie für Homöopathie und Naturheilverfahren. Des Weiteren stehen verschiedene Räume und Säle für Empfänge, Sitzungen und Eheschließungen zur Verfügung.
Der Ratskeller erhielt am 8. Juni 1378 das herzogliche Recht, Wein und auswärtige Biere auszuschenken und gilt damit als älteste Gaststätte Niedersachsens. Die Wandfresken sind von dem Berliner Maler Walter Miehe (1883–1972) angefertigt worden und stammen aus der Renovierungsphase von 1938 bis 1940. In dieser Zeit bekam der Ratskeller seine heutige Einteilung und Gestaltung.  Neben dem Restaurant stehen als Räumlichkeiten der Bürgermeisterkeller, der Schützenkeller und der Ratsherrenkeller zur Verfügung. Insgesamt bieten alle Räume 180 Sitzplätze.

## Elle und Prangersäulen
Die Elle am östlichen Eingangsportal am Markt ist eine Nachbildung von 1931, nachdem die Originalelle 1855 gestohlen worden war. Die neue Elle hat eine Länge von 62,5 cm, wobei die alte Elle nach der herzöglichen Maß- und Gewichtsordnung von 1692 58,4 cm lang war. An der Elle befindet sich der Spruch „Ein ehrlich Bürger hier er misst, was eine Celler Elle wirklich ist.“
Der Eingang der Touristinformation am Südgiebel wird geschmückt von zwei Prangersäulen mit Halseisen und der Jahreszahl 1786. Sie waren zwei von vier Pfeilern der ehemaligen Gerichtslaube im Erdgeschoss des Rathauses. Dort befanden sie sich bis 1785. Zunächst dienten sie als Pranger, wurden 1863 verkauft und als Torpfeiler verwendet. 1908 kamen sie in den Besitz des Celler Bomann-Museums und wurden 1941 wieder vor dem Südgiebel des um rund 5 Meter verlängerten Rathausbaus aufgestellt.